# El Lute II: mañana seré libre
El Lute II: mañana seré libre es una película española de 1988 dirigida por Vicente Aranda, continuación de El Lute: camina o revienta (1987).  Ambas obras narran la vida del delincuente y prófugo de los años sesenta Eleuterio Sánchez, «El Lute», papel interpretado por Imanol Arias.
Entre ambas películas obtuvieron nueve candidaturas a los Premios Goya, no obteniendo ningún galardón.

## Argumento
Eleuterio Sánchez, «El Lute» (Imanol Arias) comienza ahora una vida llena de acción; sus sentimientos de libertad y sus sueños de vivir como los payos han ido creciendo en su mente, y está dispuesto a que nada le detenga. El reencuentro con su familia, tras escapar del penal del Puerto de Santa María (Cádiz), es el comienzo de una continua huida.

## Comentarios
Imanol Arias comparte cartel con su ya por entonces compañera sentimental Pastora Vega (en el papel de Esperanza).

## Candidaturas
III edición de los Premios Goya
| Categoría                     | Persona                                        | Resultado  |
| ----------------------------- | ---------------------------------------------- | ---------- |
| Mejor actor protagonista      | Imanol Arias                                   | Candidato  |
| Mejor actor de reparto        | Jorge Sanz                                     | Candidato  |
| Mejor guion adaptado          | Vicente Aranda Joaquim Jordà Eleuterio Sánchez | Candidatos |
| Mejor maquillaje y peluquería | Juan Pedro Hernández Agustín Cabiedes          | Candidatos |
| Mejores efectos especiales    | Alberto Nombela Núñez                          | Candidato  |